# 高濟 (弘治進士)
高濟（1458年—？），字楫之，直隸揚州府江都縣人，軍籍，明朝政治人物。

## 生平
成化二十二年（1486年）丙午科應天府鄉試第二名舉人。弘治六年（1493年）中式癸丑科會試第一百四名，二甲第三十八名進士。官工部员外郎。

## 家族
曾祖高直；祖父高亨，封左評事；父高欽，母劉氏；繼母張氏。慈侍下。叔父高铨，官南京工部右侍郎。